# 권오종
권오종(1900년 6월 16일~1960년 2월 1일)은 대한민국의 정치인이다. 제3·4대 국회의원을 지냈다.

## 역대 선거 결과
|  | 29.47% |

|  | 39.98% |